# Anomere
| ALPHA-D-Glucopyranose | BETA-D-Glucopyranose                             |
| α-D-Glucopyranose – Anomer der β-D-Glucopyranose                                                                                             | β-D-Glucopyranose – Anomer der α-D-Glucopyranose |
| ALPHA-D-Ribopyranose | BETA-D-Ribopyranose                              |
| α-D-Ribopyranose – Anomer der β-D-Ribopyranose                                                                                               | β-D-Ribopyranose – Anomer der α-D-Ribopyranose   |
| Beispiele für α- und β-Anomere: Lokanten (rot), Anomeres Zentrum am C1 (blauer Pfeil), Referenzatom (grüner Pfeil), CIP-Konfiguration (grau) |                                                  |

Als Anomere (griech. áno̅ = oben) bezeichnet man jene Epimere, die bei der Bildung eines ringförmigen Halbacetals (Ring-Ketten-Tautomerie) von Kohlenhydraten (Aldosen und Ketosen) neu entstehen. Das anomere Zentrum ist das Chiralitätszentrum, das aus dem prochiralen Carbonylkohlenstoffatom der offenkettigen Form entsteht. Es ist dem Ringsauerstoff von Zuckern (in der Pyranose- oder Furanose-Form) benachbart.
Die Konfiguration am anomeren Zentrum wird durch die Stereodeskriptoren α und β beschrieben, wobei das α-Anomer jenes Isomer ist, bei dem die nach den CIP-Regeln absolute Konfiguration des anomeren Kohlenstoff-Atomes der Konfiguration des Referenzatoms, dem höchstbezifferten chiralen Zentrum, entgegengesetzt ist. Diese Definition gilt sowohl für D- als auch für L-Zucker. Die beiden gebildeten Anomere sind keine Enantiomere, sondern Diastereomere mit unterschiedlichen physikalischen Eigenschaften.
Das Sauerstoffatom am anomeren Zentrum der D-Kohlenhydrate ist in der Haworth-Projektion der α-Anomeren auf der gleichen Seite der Hauptkette wie die Hydroxygruppe des Bezugsatoms und bei den β-Anomeren auf der entgegengesetzten Seite.

α-D-Glucopyranose in verschiedenen Projektions-darstellungen 1) Tollens-Projektion